# Aéroport municipal de Bartow
L'aéroport municipal de Bartow (en anglais : Bartow Municipal Airport et Bartow Executive Airport) est un aéroport desservant la ville de Bartow en Floride, aux États-Unis.
Avant son ouverture civile, il s'agissait d'une base aérienne militaire, la Bartow Air Base.